# German Football League 2005
Die German Football League 2005 war die 27. Saison der höchsten deutschen Spielklasse in der Sportart American Football. Meister wurden die Braunschweig Lions, die sich im Finale gegen die Hamburg Blue Devils durchsetzten.

## Ligaaufteilung
Überblick über die teilnehmenden Mannschaften und ihren ewigen Bundesliga- bzw. GFL-Bilanzen.
Durch den freiwilligen Rückzug der Franken Knights nahmen in der Südgruppe nur fünf Teams teil. Dadurch entfielen die Interconference-Spiele für die Hamburg Blue Devils.
|          | Team                     | Jahre | S   | U  | N   | Heim | Heim | Heim | Ausw. | Ausw. | Ausw. | TD-Verhältnis |
| -------- | ------------------------ | ----- | --- | -- | --- | ---- | ---- | ---- | ----- | ----- | ----- | ------------- |
| GFL Nord | Berlin Adler (TV)        | 22    | 160 | 6  | 85  | 81   | 2    | 41   | 79    | 4     | 44    | 7479:4341     |
| GFL Nord | Düsseldorf Panther       | 22    | 172 | 10 | 71  | 89   | 7    | 30   | 83    | 3     | 41    | 7856:3748     |
| GFL Nord | Braunschweig Lions       | 11    | 87  | 0  | 34  | 46   | 0    | 14   | 41    | 0     | 20    | 4125:2392     |
| GFL Nord | Hamburg Blue Devils      | 10    | 77  | 4  | 33  | 44   | 0    | 14   | 33    | 4     | 19    | 3153:1984     |
| GFL Nord | Dresden Monarchs         | 2     | 13  | 1  | 10  | 8    | 1    | 3    | 5     | 0     | 7     | 587:550       |
| GFL Nord | Cologne Falcons (N)      | neu   | 0   | 0  | 0   | 0    | 0    | 0    | 0     | 0     | 0     | 0:0           |
| GFL Süd  | Munich Cowboys (N)       | 24    | 159 | 7  | 103 | 90   | 1    | 44   | 69    | 6     | 59    | 6716:4911     |
| GFL Süd  | Stuttgart Scorpions      | 13    | 67  | 5  | 83  | 31   | 4    | 37   | 26    | 1     | 46    | 3511:4184     |
| GFL Süd  | Schwäbisch Hall Unicorns | 7     | 28  | 4  | 46  | 16   | 0    | 23   | 12    | 4     | 23    | 1699:2024     |
| GFL Süd  | Saarland Hurricanes      | 4     | 7   | 4  | 34  | 3    | 3    | 17   | 4     | 1     | 17    | 753:1546      |
| GFL Süd  | Marburg Mercenaries      | 2     | 7   | 1  | 14  | 4    | 0    | 7    | 3     | 1     | 7     | 509:631       |

- (N) – Aufsteiger
- (TV) – Titelverteidiger

## Saisonverlauf

### Reguläre Saison
In der GFL-Süd starteten alle Teams mit einem Sieg und einer Niederlage. Danach trennten sich allerdings die Wege. Die Marburg Mercenaries setzten sich, mit einer Serie von 15:1 Punkten, ab. Einigermaßen mithalten konnten zunächst noch die Schwäbisch Hall Unicorns und die Saarland Hurricanes. Doch beide Teams mussten an den letzten Spieltagen Federn lassen. Für die Unicorns reichte es dennoch zum zweiten Platz in der Endabrechnung. Die Hurricanes dagegen mussten sogar noch die Stuttgart Scorpions passieren lassen. Die Scorpions, mit 2:8 Punkten schlecht gestartet, verloren nur noch einmal und beendeten die Saison mit 10:10 Punkten, ebenso wie die Hurricanes. Doch die Scorpions gewannen den direkten Vergleich der beiden Teams, darunter eine denkwürdige Partie, mit dem höchsten Gesamtscore in der GFL-Geschichte von 143 Punkten, mit 83:60. Zwei Spieltage später erzielten die Scorpions noch einmal 83 Punkte in einem Spiel, gegen das Schlusslicht der Südtabelle, die Munich Cowboys gabs ein 83:21. Damit hatten es die Scorpions sogar noch selbst in der Hand auf den zweiten Platz zu kommen. Im letzten Saisonspiel gegen die Unicorns führte man bis sechs Sekunden vor Schluss, ehe die Unicorns das Spiel mit einem Touchdown doch noch zum 29:26-Sieg drehen konnten. Die Cowboys verloren ihre letzten acht Partien der regulären Saison und landeten mit nur einem Sieg auf dem fünften Platz.
Die Nordgruppe sah eine destraströse Saison des Rekordmeisters Düsseldorf Panther. Der Verein, der in den Achtzigern und Neunzigern die Bundesliga mitbestimmt hatte, ging ohne Punktgewinn aus der Saison. Dreimal verlor man knapp, aber insgesamt war es zu wenig. Der Neuling, die Cologne Falcons, startete dagegen mit drei Siegen in die Saison, musste dann aber doch erkennen, dass in der GFL ein rauer Wind herrscht. Von den Hamburg Blue Devils (3:24) und den Braunschweig Lions (0:35 und 6:52) wurden die Falcons auf den Boden zurückgeholt. Und durch den Schlussspurt des amtierenden Meisters, den Berlin Adlern, wurden sogar noch die Play-offs verpasst. Diese erreichten die Braunschweig Lions, die Hamburg Blue Devils, die Dresden Monarchs, die nach sehr starkem Start noch einige Feldern lassen mussten, und die Adler, die mit 2:8 Punkten gestartet waren, dann aber nur noch zwei Spiele verloren und, mit ausgeglichenem Punktekonto, doch noch die Play-offs erreichten.

#### Interconference Games
Zum ersten Mal seit der Wiedereinführung der Interconference Spiele in der Saison 1998 konnten die Südteams mehr Spiele gewinnen als die Nordteams. 6:4 hieß es am Ende für den Süden, aber fast alle Spiele waren sehr knapp. Fünf wurden mit einer Punktdifferenz von drei oder weniger Punkten beendet, nur drei Spiele sahen eine Punktedifferenz von mehr als einem Touchdown.

### Abschlusstabellen

#### GFL Nord
|    | Verein              | Sp | S | U | N  | Punkte | TD      | Diff. |
| -- | ------------------- | -- | - | - | -- | ------ | ------- | ----- |
| 1. | Braunschweig Lions  | 12 | 9 | 0 | 3  | 18:60  | 410:177 | +233  |
| 2. | Hamburg Blue Devils | 10 | 7 | 0 | 3  | 14:60  | 224:119 | +105  |
| 3. | Dresden Monarchs    | 12 | 7 | 0 | 5  | 14:10  | 306:290 | 0+16  |
| 4. | Berlin Adler        | 12 | 6 | 0 | 6  | 12:12  | 376:356 | 0+20  |
| 5. | Cologne Falcons     | 12 | 5 | 0 | 7  | 10:14  | 178:324 | −146  |
| 6. | Düsseldorf Panther  | 12 | 0 | 0 | 12 | 00:24  | 206:418 | −212  |

#### GFL Süd
|    | Verein                   | Sp | S | U | N | Punkte | TD      | Diff. |
| -- | ------------------------ | -- | - | - | - | ------ | ------- | ----- |
| 1. | Marburg Mercenaries      | 10 | 8 | 1 | 1 | 17:30  | 350:174 | +176  |
| 2. | Schwäbisch Hall Unicorns | 10 | 6 | 1 | 3 | 13:70  | 292:256 | 0+36  |
| 3. | Stuttgart Scorpions      | 10 | 5 | 0 | 5 | 10:10  | 353:343 | 0+10  |
| 4. | Saarland Hurricanes      | 10 | 5 | 0 | 5 | 10:10  | 294:298 | 12−4  |
| 5. | Munich Cowboys           | 10 | 1 | 0 | 9 | 02:18  | 087:321 | −234  |
| 6. |                          |    |   |   |   |        |         |       |

- Tie-Breaker
  - Stuttgart Scorpions vor Saarland Hurricanes wegen des gewonnenen direkten Vergleichs (83:60 und 33:27)

### Relegation
Durch den Rückzug der Franken Knights vor der Saison, gab es im Süden keine Relegation. Der GFL2-Südmeister, die Darmstadt Diamonds, stieg auf. Im Norden konnten die Düsseldorf Panther ihre ersten Siege einfahren und die Kiel Baltic Hurricanes in die Schranken weisen. Nach einem sicheren 33:14-Heimsieg konnte man auch das Rückspiel an der Ostsee mit 10:7 gewinnen und so die Klasse halten.
| Liga | Heimverein             | Gastverein             | Ergebnis | Nach Quartern        |
| ---- | ---------------------- | ---------------------- | -------- | -------------------- |
| Nord | Düsseldorf Panther     | Kiel Baltic Hurricanes | 33:14    | 13:0, 20:0, 0:7, 0:7 |
| Nord | Kiel Baltic Hurricanes | Düsseldorf Panther     | 7:10     | 7:0, 0:7, 0:3, 0:0   |

Die Düsseldorf Panther bleiben in der GFL-Nord. Im Süden steigen die Darmstadt Diamonds ohne Relegation auf.

### Play-offs
In den Viertelfinals schafften die Heimteams jeweils Heimsiege. Allerdings waren einige Spiele hart umkämpft, die Braunschweig Lions verschafften sich erst durch einen Zwischenspurt im dritten Quarter einen entscheidenden Vorsprung gegenüber den Saarland Hurricanes, die zum ersten Mal in ihrer Geschichte die Play-offs erreichen konnten. Die Marburg Mercenaries lagen gar im dritten Viertel noch in Rückstand, ehe sie mit 21 Viertquarterpunkten die Berlin Adler, den amtierenden Meister, vom Thron holten. Dieses Kunststück war den Mercenaries auch schon im Vorjahr gelungen als sie die Hamburg Blue Devils im Viertelfinale besiegten. Und auch Schwäbisch Hall musste einen Vorsprung der Dresden Monarchs umbiegen. Nach zwischenzeitlichem 16:27-Rückstand, im vierten Quarter mit nur noch wenigen Minuten zu spielen, hieß es am Ende doch noch 30:27 für die Haller. Nur die Hamburg Blue Devils zogen ohne Gegenpunkte in das Halbfinale ein, und das ausgerechnet gegen den explosiven Angriff der Stuttgart Scorpions, diese wurden mit 30:0 besiegt.
Im Halbfinale wurden dann aber auch die Blue Devils in die knappen Spiele mit einbezogen. In einem hochdramatischen Spiel in Marburg gewannen die Hansestädter mit 42:41 in der Verlängerung und konnten sich so für die Vorjahresniederlage revanchieren. Entschieden wurde das Spiel durch einen verschossenen Extra Punkt der Marburger. Die Braunschweig Lions ließen dagegen nichts anbrennen und zogen mit einem 33:8 gegen Schwäbisch Hall sicher in ihr neuntes Endspiel in Folge ein.
| Viertelfinale | Viertelfinale       | Viertelfinale            |    |                          | Halbfinale | Halbfinale | Halbfinale |  |  | German Bowl XXVII – Hannover | German Bowl XXVII – Hannover | German Bowl XXVII – Hannover |
|               |                     |                          |    |                          |            |            |            |  |  |                              |                              |                              |
| 1N            | Braunschweig Lions  | 32                       |    |                          |            |            |            |  |  |                              |                              |                              |
| 4S            | Saarland Hurricanes | 17                       |    |                          |            |            |            |  |  |                              |                              |                              |
| 4S            | Saarland Hurricanes | 17                       | 1N | Braunschweig Lions       | 33         |            |            |  |  |                              |                              |                              |
|               |                     |                          | 1N | Braunschweig Lions       | 33         |            |            |  |  |                              |                              |                              |
|               | 2S                  | Schwäbisch Hall Unicorns | 8  |                          |            |            |            |  |  |                              |                              |                              |
| 2S            | 2S                  | Schwäbisch Hall Unicorns | 8  | Schwäbisch Hall Unicorns | 30         |            |            |  |  |                              |                              |                              |
| 2S            |                     |                          |    | Schwäbisch Hall Unicorns | 30         |            |            |  |  |                              |                              |                              |
| 3N            | Dresden Monarchs    | 27                       |    |                          |            |            |            |  |  |                              |                              |                              |
| 3N            | Dresden Monarchs    | 27                       | 1N | Braunschweig Lions       | 31         |            |            |  |  |                              |                              |                              |
|               |                     |                          |    | Braunschweig Lions       | 31         |            |            |  |  |                              |                              |                              |
|               | 2N                  | Hamburg Blue Devils      | 28 |                          |            |            |            |  |  |                              |                              |                              |
| 1S            | 2N                  | Hamburg Blue Devils      | 28 | Marburg Mercenaries      | 40         |            |            |  |  |                              |                              |                              |
| 1S            |                     |                          |    | Marburg Mercenaries      | 40         |            |            |  |  |                              |                              |                              |
| 4N            | Berlin Adler        | 21                       |    |                          |            |            |            |  |  |                              |                              |                              |
| 4N            | Berlin Adler        | 21                       | 1S | Marburg Mercenaries      | 41         |            |            |  |  |                              |                              |                              |
|               |                     |                          | 1S | Marburg Mercenaries      | 41         |            |            |  |  |                              |                              |                              |
|               | 2N                  | Hamburg Blue Devils      | 42 |                          |            |            |            |  |  |                              |                              |                              |
| 2N            | 2N                  | Hamburg Blue Devils      | 42 | Hamburg Blue Devils      | 30         |            |            |  |  |                              |                              |                              |
| 2N            |                     |                          |    | Hamburg Blue Devils      | 30         |            |            |  |  |                              |                              |                              |
| 3S            | Stuttgart Scorpions | 0                        |    |                          |            |            |            |  |  |                              |                              |                              |

### German Bowl
Im German Bowl XXVII trafen zum sechsten Mal in den letzten acht Jahren die Hamburg Blue Devils auf die Braunschweig Lions. In einem engen Match, vor 19.512 Zuschauern in der Hannoveraner AWD-Arena, konnten die Lions zunächst jeweils einen Touchdown vorlegen und die Blue Devils zogen nach. Diese Punktereihenfolge wurde erst im dritten Quarter unterbrochen, als die Braunschweiger durch ein Field Goal den Score auf 24:14 ausbauen konnten. Zwar kamen die Blue Devils noch im dritten Quarter auf 24:21 heran. Doch Sascha Gerasimov stellte im vierten Quarter den zehn Punkte Abstand wieder her. In der Schlussminute konnte Hamburg zwar noch einmal verkürzen, doch der 31:28 Anschluss blieb auch das Endergebnis. Damit konnten die Braunschweig Lions, nach fünf Endspielniederlagen in Folge, ihren vierten German Bowl Triumph feiern.